# Tratado de El Pardo (1778)
O Tratado de El Pardo foi assinado em 11 de Março de 1778 entre a Rainha Maria I de Portugal e o Rei Carlos III de Espanha.
Com base nos termos do tratado, a rainha Maria cedeu as ilhas de Ano Bom e Bioco (Formosa) para o Rei Carlos, assim como a costa do Golfo da Guiné entre a foz do rio Níger e a do Ogoué, no atual Gabão. Em troca desses territórios, Portugal adquiria faixas de territórios na América do Sul ao Brasil (grande parte do atual pampa gaúcho).
A ilha de Formosa (chamada Fernão do Pó durante o Estado Português) foi oficialmente reconhecida e rebatizada como Fernando Poo.